# Mutualismo trófico
El mutualismo trófico es un tipo clave de mutualismo ecológico. Específicamente, el "mutualismo trófico" se refiere a la transferencia de energía y nutrientes entre dos especies. También es conocido como mutualismo recurso-a-recurso. El mutualismo trófico ocurre a menudo entre un autótrofo y un heterótrofo. Aunque existen muchos ejemplos de mutualismos tróficos, generalmente el heterótrofo es un hongo o bacteria. Este mutualismo puede ser obligado y oportunístico.

## Ejemplos
- Rizobios - Los rizobios son bacterias que fijan nitrógeno para legumbres. Específicamente, estas bacterias pueden ser de las generas Allorhizobium, Azorhizobium, Bradyrhizobium, Mesorhizobium, Rhizobium, o Sinorhizobium.[2] En esta relación mutualística, las bacterias crecen en o dentro del pelo radical y penetrar en los tejidos de la planta.[3] Aunque el medio exacto de interacción entre los rizobios y la planta varia según genus y especie, todas formas de esta interacción son compuestas de la infección de bacterias, la colonización bacterial, el control de O2 y el intercambio de carbón y nitrógeno.[2] El papel que los rizobios desempeñan en la fijación de nitrógeno en legumbres es la base para que se pueden emplear los legumbres en la rotación de cultivos.[4]

- Micorrizas - Las micorrizas son semejantes a los rizobios en que interactúan con las plantas en sus raíces. Mientras que los rizobios son bacterias que fijan nitrógeno, las micorrizas son hongos que traen nutrientes a las plantas a cambio de carbón. También las micorrizas son capaces de mejorar absorción de agua y comunicar a sus huéspedes para resistir los patógenos.[5] Existen tres tipos principales de micorriza:

1. Arbuscula: encontradas en plantas no leñosas y tropicales
2. Ectomycorrhiza: encontradas en bosques boreales y temperados
3. Ericoid: encontradas en especies del brezal.

- Symbiotes digestivos - Los symbiotes digestivos son un ejemplo de un mutualismo trófico importante que no ocurre entre un autótrofo y un heterótrofo. Bacterias conocidas como "symbiontes extracelulares"[3] inhabitan los aparatos digestivos de los vertebrados, donde ayudan con la digestión de comida. Las bacterias benefician por extraer los substratos de la comida, mientras la asimilación del animal aumenta porque puede digerir ciertas comidas que su sistema natural no puede digerir. En adición, estas bacterias crean ácidos grasos de cadena corta (AGCC), que proveen el vertebrado con energía que puede totalizar hasta un 79% de la energía de mantenimiento del animal, dependiendo de la especie.[6]

## Historia de la investigación del mutualismo trófico
Los ecólogos empezaron a comprender los mutualismos tróficos por primera vez a mediados del siglo XX con la investigación de abundancia y distribución de nutrientes. Profesor Leonard Muscatine de UCLA descubrió uno de los primeros mutualismos tróficos, la relación entre algas endozoicas y coral. En esta relación, las algas proveen el coral con una fuente de carbón para desarrollar su esqueleto de CaCO3 y el coral secreta una mucosidad protector que es rica con nutrientes que beneficia a las algas. Quizás uno de los descubrimientos más famosos por Muscatine en el campo del mutualismo trófico ocurrió unos diez años después en otro sistema acuática - la relación entre las algas y la hidra acuática. Esta obra fue importante en el establecimiento de la presencia de las relaciones mutualísticas en ambos ambientes acuáticos y terrestres.
Quizás el ejemplo más aclamado de un mutualismo trófico fue el descubrimiento de las hormigas cortadoras de hojas que toman parte en el mutualismo trófico con un hongo. Estas hormigas cultivan un cierto tipo de hongo por proveerlo con hojas y otros nutrientes útiles. Al mismo tiempo, las hormigas comen un nutriente especial que sólo el hongo que cultivan crea. Este mutualismo trófico fue estudiado en detalla durante los años 1970 y después.